# Parabolantenne
Eine Parabolantenne, umgangssprachlich auch Antennenschüssel oder Satellitenschüssel genannt, bündelt elektromagnetische Strahlung im Brennpunkt eines metallischen Parabolspiegels. Dort wird die Strahlung von einem Detektor, meist einer Hornantenne, erfasst und weitergeleitet.

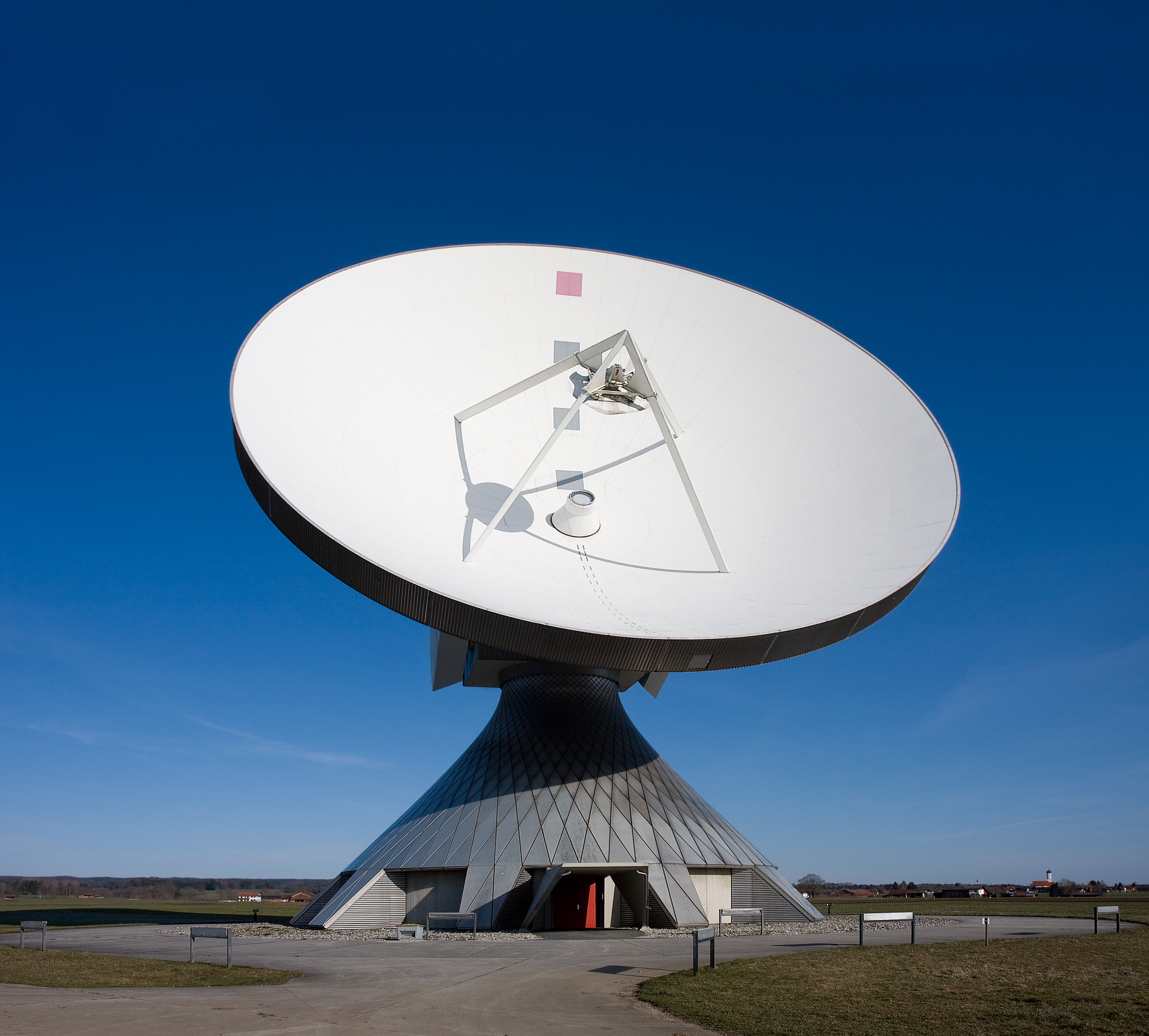
Parabolantenne der Erdfunkstelle Raisting, Bayern

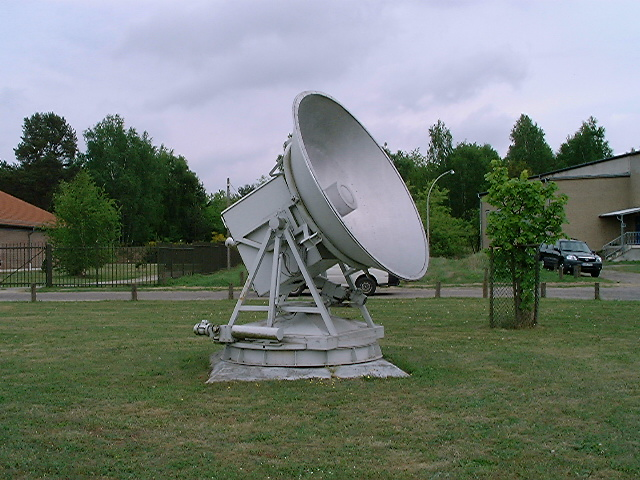
Parabolantenne mit 2,70 m Durchmesser, ein Exponat auf dem Funkerberg in Königs Wusterhausen

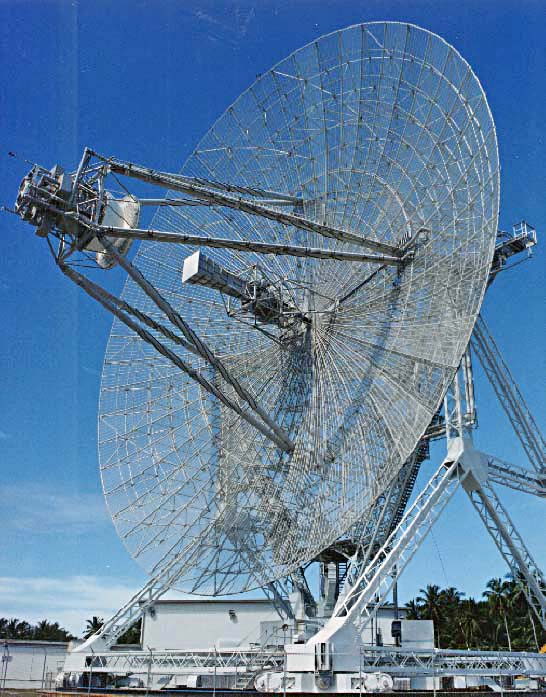
Radarantenne mit Cassegrain-Hilfsspiegel (links) und Erreger (rechts vor dem Hauptspiegel)

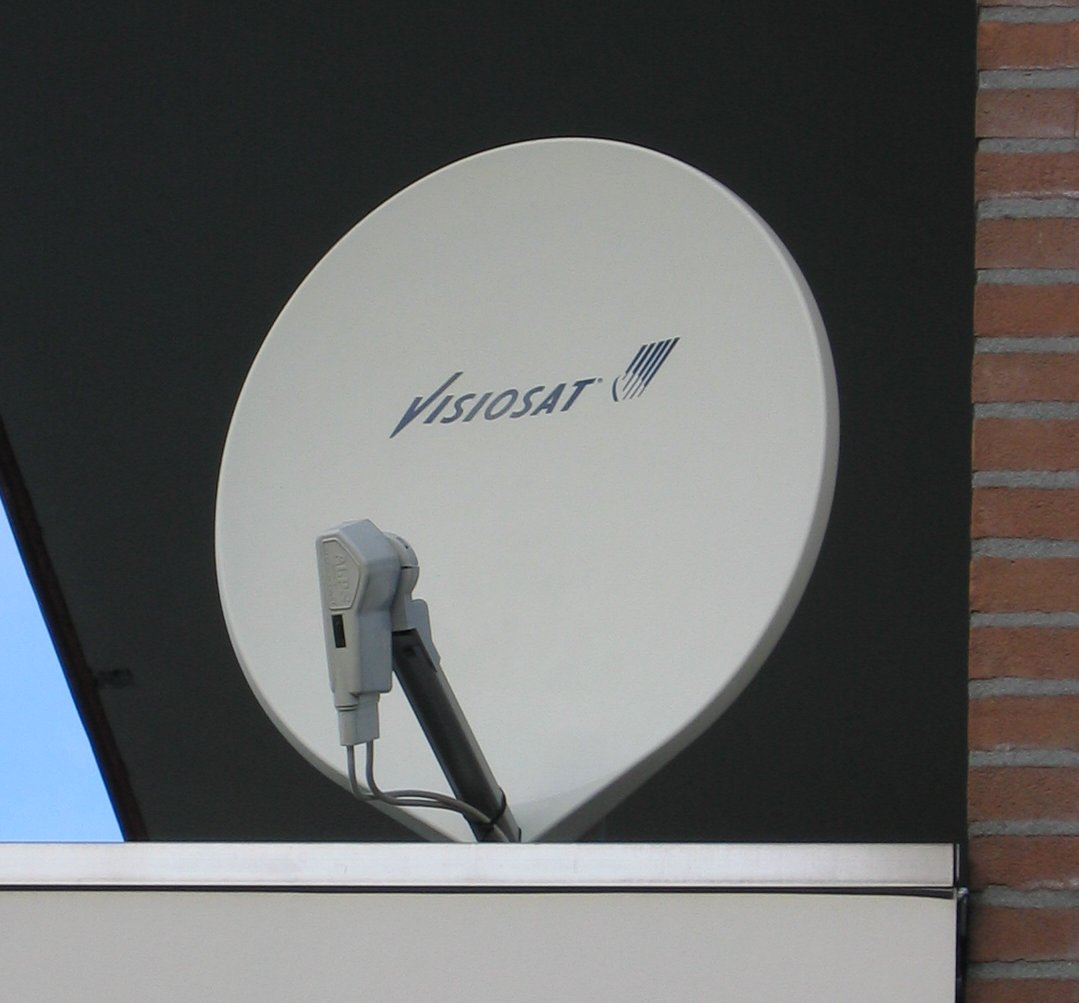
Eine Offsetsatellitenantenne

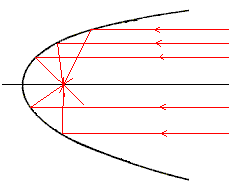
Parallel einfallende Strahlung wird im Brennpunkt gebündelt

## Einsatzgebiete
Zur Kommunikation mit erdnahen Satelliten verwendet man Reflektoren mit Durchmessern von 10 m und mehr. Große Parabolantennen mit Durchmessern von bis zu 100 Metern findet man in den Bodenstationen zur Überwachung und Steuerung von interplanetaren Raumflugkörpern, bei Radioteleskopen und bei Radargeräten zur extraterrestrischen Anwendung. ESTRACK ist der Name des "Deep Space"-Netzwerks der ESA, das diese Aufgaben wahrnimmt.
Das vom JPL der NASA betriebene Deep Space Network (DSN) verwendet für interplanetare Sonden Antennen mit 34 Metern Durchmesser und bis 2025 noch solche mit 70 Metern.
Die ehemalige Antenne des Arecibo-Observatoriums mit 304,8 m Durchmesser war keine Parabolantenne, sondern eine sphärische.
Gleiches gilt für den Hauptspiegel des chinesischen FAST mit einem Durchmesser von 520 m.
Auch beim Richtfunk kommen Parabolantennen zum Einsatz.

## Technische Daten
Der Gewinn G einer Parabolantenne steigt mit der Antennenfläche A und sinkt mit der Wellenlänge λ, {\displaystyle \eta _{\mathrm {eff} }} ist ein dimensionsloser Parameter und steht für die Apertureffizienz. In der Regel entspricht bei Parabolspiegeln die geometrische Fläche (A) der wirksamen Fläche (Aw) der Antenne. Bei Verformungen der Parabel oder Brennpunktauswanderungen des Erregers kann die wirksame Fläche kleiner werden als die geometrische Fläche (Apertur) des Parabelreflektors. Der Wirkungsgrad oder die Apertureffizienz wird dann kleiner. Typische Werte für Parabolantennen liegen zwischen 0,8 und 0,99:
(1)  {\displaystyle G={\frac {4\pi }{\lambda ^{2}}}\cdot A\cdot \eta _{\mathrm {eff} }=\left(\pi \cdot {\frac {d}{\lambda }}\right)^{2}\cdot \eta _{\mathrm {eff} }\,}
Beispielsweise hat eine Antenne von 70 cm Durchmesser für eine Frequenz von 10 GHz einen Gewinn von etwa 35 dBi.
Mit zunehmendem Gewinn steigt die Strahlungsbündelung, der Öffnungswinkel α nimmt ab. Aus dem Verhältnis von Wellenlänge λ und Aperturdurchmesser D folgt näherungsweise der Winkel, wenn man den Intensitätsabfall des Strahls auf ±3 dB begrenzt:
(2) {\displaystyle \alpha _{3\,\mathrm {dB} }\approx 58{,}8\cdot {\frac {\lambda }{D}}}  Grad
oder, als grobe Näherung:
(2a) {\displaystyle \alpha \approx {\frac {200}{\sqrt {G}}}}
Die 70-cm-Parabolantenne aus dem Beispiel oben hat folglich eine Strahlbündelung von etwa 4°. Satelliten, die enger zusammen stehen, können nicht mehr unabhängig voneinander registriert werden.
Ein Hornstrahler erreicht einen Wirkungsgrad von mehr als 80 %. Dafür ist sein Maximalgewinn auf 25 dB beschränkt. Der Wirkungsgrad einer Parabolantenne liegt bei 50–70 %. Sie sollte deshalb nur eingesetzt werden, wenn hoher Gewinn und kleiner Öffnungswinkel gefordert sind. Sie bringt aber nur dann gute Gewinne, wenn ihr Durchmesser groß gegenüber der übertragenen Wellenlänge ist. Die untere Grenze liegt beim ca. Achtfachen der Wellenlänge.
Beispielsweise senden geostationäre Satelliten mit Hornstrahlern ohne Reflektor, wenn sie einen möglichst großen Teil der Erdoberfläche ausleuchten wollen. Vom Satelliten aus erscheint die Erde unter einem Winkel von rund 17°. Eine Parabolantenne könnte diese große Öffnung nach (2) nur bei einem Durchmesser von 4λ erreichen, allerdings bei wesentlich schlechterem Wirkungsgrad und „unschöner“ Strahlungscharakteristik.

## Bauformen
Mit abnehmender Wellenlänge nähern sich Mikrowellen den Eigenschaften von Licht. Die Rauheit bzw. die Strukturabmessungen der Flächen, die die Strahlung reflektieren, müssen unterhalb ca. einem Viertel der Wellenlänge liegen, bei Mikrowellen somit im Millimeter- bis Zentimeterbereich. Oft genügen daher auch Metallgitter, um die Strahlung zu reflektieren. Dadurch sinken die Windlast und die Masse.
Man unterscheidet zwischen verschiedenen Bauformen parabolischer Antennen:

### Parabolantenne
Der Reflektor einer Parabolantenne ist ein Ausschnitt aus einem Rotationsparaboloid, einem rotationssymmetrischen Gebilde, dessen Schnittbild eine Parabel ist. Der Erreger (Empfangs- oder Sendeteil) befindet sich in dessen Brennpunkt, welcher auf der Rotationsachse liegt. Der Ausschnitt kann mittig um die Rotationsachse liegen (kein Offset) oder außerhalb der Rotationsachse (Offset). Die Bauform ohne Offset wird besonders bei großen Antennen angewandt.

### Offset-Antenne
Offsetantennen werden benutzt, weil bei der Form ohne Offset das Problem besteht, dass der Primärstrahler zwischen dem Reflektor und der einfallenden Welle liegt. Er und der Arm, an dem er befestigt ist, werfen daher einen Schatten auf den Reflektor. Dieser Bereich des Reflektors ist somit unwirksam. Unter Sonneneinstrahlung kann man dieses Phänomen auch optisch nachvollziehen, da die Abschattung bei Licht ähnlich ist wie bei den empfangenen Wellen. Mit kleiner werdenden Antennenflächen wächst die störende Abschattung. Dieses Problem wird dadurch gelöst, dass nur ein kleiner, seitlich liegender Teilabschnitt des Rotationsparaboloids realisiert wird, so dass der Erreger (Fokuspunkt) neben der eintreffenden Wellenfront zu liegen kommt. Dadurch verändert sich auch der Einfallswinkel. Durch den geänderten Einfallswinkel ist der Parabolspiegel der eintreffenden Wellenfront gegenüber geneigt, und es ist dadurch in unseren Breiten eine nahezu senkrechte Aufstellung des Spiegels erreichbar. Das hat den weiteren Vorteil, dass sich kein Schnee auf dem Spiegel ablagern kann, der ansonsten zu einer Dämpfung der Wellen führen würde.

### Zentral- oder Primärfokus-Antenne
Sie wird auch auf Englisch PFA (= "prime focus antenna") genannt, da sich der Sende- und/oder Empfangsteil im Hauptbrennpunkt des Paraboloids befindet. Eine wichtige Kenngröße solcher Antennen ist das Verhältnis von Fokus zu Durchmesser ("f/D-Verhältnis").

### Cassegrain-Antenne
Bei Cassegrain-Antennen [kasgʀɛn] befindet sich an der Stelle des Erregers ein Subreflektor. Dieser ist hyperbolisch konvex geformt und besitzt zwei Brennpunkte. Der eine Brennpunkt fällt mit dem Brennpunkt des Parabolspiegels zusammen und liegt hinter dem Subreflektor, der zweite Brennpunkt befindet sich an der Stelle, an der der Erreger sitzt, meistens in einem Loch im Zentrum der Parabolfläche. Das Cassegrain-Prinzip und auch das nachfolgend beschriebene Gregory-Prinzip finden sich auch bei Spiegelteleskopen, siehe hierzu Cassegrain-Teleskop und Gregory-Teleskop.

### Gregory-Antenne
Gregory-Antennen haben, ähnlich wie Cassegrain-Antennen, einen Subreflektor. Dieser Subreflektor ist ellipsoid konkav geformt und besitzt zwei Brennpunkte. Der eine Brennpunkt dieses Ellipsoids fällt mit dem Brennpunkt des Paraboloids zusammen und liegt zwischen beiden Reflektoren, der zweite Brennpunkt befindet sich an der Stelle, an der der Erreger sitzt, meistens in einem Loch im Zentrum der Parabolfläche.

### Torus-Antenne
Bei der Torus-Antenne ist die für den Reflektor formgebende Parabel nicht um die Achse der Hauptstrahlrichtung gedreht, sondern um eine Achse, die dazu senkrecht steht. Es entsteht ein kreisbogenförmiger Reflektor. Sie erlaubt Verbindungen mit mehreren geostationären Satelliten.

### Segmentantenne
Die Segmentantenne ist eine Form einer Parabolantenne, deren geometrische Form mit „Käse-Antenne“ oder „Tortenschachtelantenne“ umschrieben wird. Sie wurde in frühen Radargeräten für die maritime Navigation verwendet.

## Bündelung
Je größer eine Parabolantenne ist, desto mehr Energie wird im Brennpunkt gesammelt und desto exakter muss sie auf die Gegenstelle, beispielsweise einen Satelliten, ausgerichtet werden.

## Oberflächenbehandlung
Die Oberfläche des Parabolspiegels kann zum Schutz gegen Korrosion oder zur Anpassung an die Umgebung behandelt werden. Dazu werden von den Herstellern Lacke oder Pulverbeschichtungen eingesetzt. Klebefolien und Kunstharzlacke sind ungeeignet, weil sie eine zusätzliche Dämpfung in den Empfangsweg einbringen. Ferner sollte der Lack matt sein, weil sonst die Sonnenstrahlung auf das Horn reflektiert wird, wenn sie hinter dem Zielobjekt steht (Sun-Outage). Die gebündelten Sonnenstrahlen können das Horn sonst überhitzen und zerstören.